# Шарль де Костер
Шарль-Теодо́р-Анрі́ де Косте́р (фр. Charles-Theodore-Henri De Coster, 20 серпня 1827 — 7 травня 1879) — бельгійський письменник, засновник сучасної бельгійської літератури, франскільон. Найбільш відомий як автор історичного роману «Легенда про Уленшпігеля».

## Життєпис
Шарль де Костер походив зі старовинного роду фламандської аристократії. Серед його пращурів були поет Якоб де Костер ван Маарланд і Янсон Костер — друкар, що відіграв значну роль у реформатському русі в Нідерландах. Батько Шарля Югюстен де Костер був родом з Льєжа. Він працював управителем у папського нунція в Мюнхені. Там же 20 серпня 1827 року і народився майбутній письменник. Невдовзі після цього батько повернувся до Бельгії, тому малий Шарль з дитинства закохався у фламандські пейзажі.
Югюстен де Костер планував духовну кар'єру для свого сина, але Шарль цікавився історією. Цій науці хлопець мріяв присвятити своє життя, але смерть батька не дозволила йому здійснити задумане. Щоби заробити на життя юний Шарль змушений був влаштуватись клерком в банк. Конторська атмосфера пригнічувала молодика з багатою уявою, тому він час від часу нехтував своїми обов'язками. Натомість у вільний від роботи час цікавився письменництвом, навіть створив аматорський літературний гурток «Спілка веселунів», з якого вийшло чимало літературних талантів.
Шарль усвідомлював, що для подальшого розвитку йому критично не вистачає знань, глибокої теоретичної основи, тому в 1850 році де Костер вступає на літературно-філософський факультет Брюссельського вільного університету. По закінченню вишу у 1855 році він починає співпрацювати зі своїм другом, художником Фелісьєном Ропсом. 1856 року Шарль де Костер засновує гумористичний тижневик «Уленшпігель». Цю назву він обрав на честь улюбленого героя фламандців — пустуна Тіля Уленшпігеля. Спочатку в часописі друкували розважальні статті, але з часом у тижневику починають превалювати ідеологічні матеріали. На письменника вплинули іммігранти, які приїхали до Бельгії після французької та угорської революцій 1848—1849 років, польського повстання тощо. Захопившись революційними ідеями, де Костер видає в «Уленшпігелі» під псевдонімом Карел статті соціально спрямування, просякнуті ідеями демократії й свобод.
Однак літературна творчість не дає достатньо для прожитку, тому 1858 року Шарль де Костер поступає на державну службу до Королівського архіву Брюсселя. Нова посада дала йому можливість читати в оригіналі старовинні документи. В цей період у письменника прокидається інтерес до народної творчості, він цікавиться легендами, казками, оповідками, а також не забуває про своє давнє захоплення історією. Архівні документи склали основу для його першого роману «Легенда про Уленшпігеля». Втім через тенденційне висвітлення деяких аспектів Нідерландської революції представники преси уклали «змову мовчання» і твір за життя автора не здобув відомості. Подальші спроби проявити себе у прозі й поезії не принесли успіху.

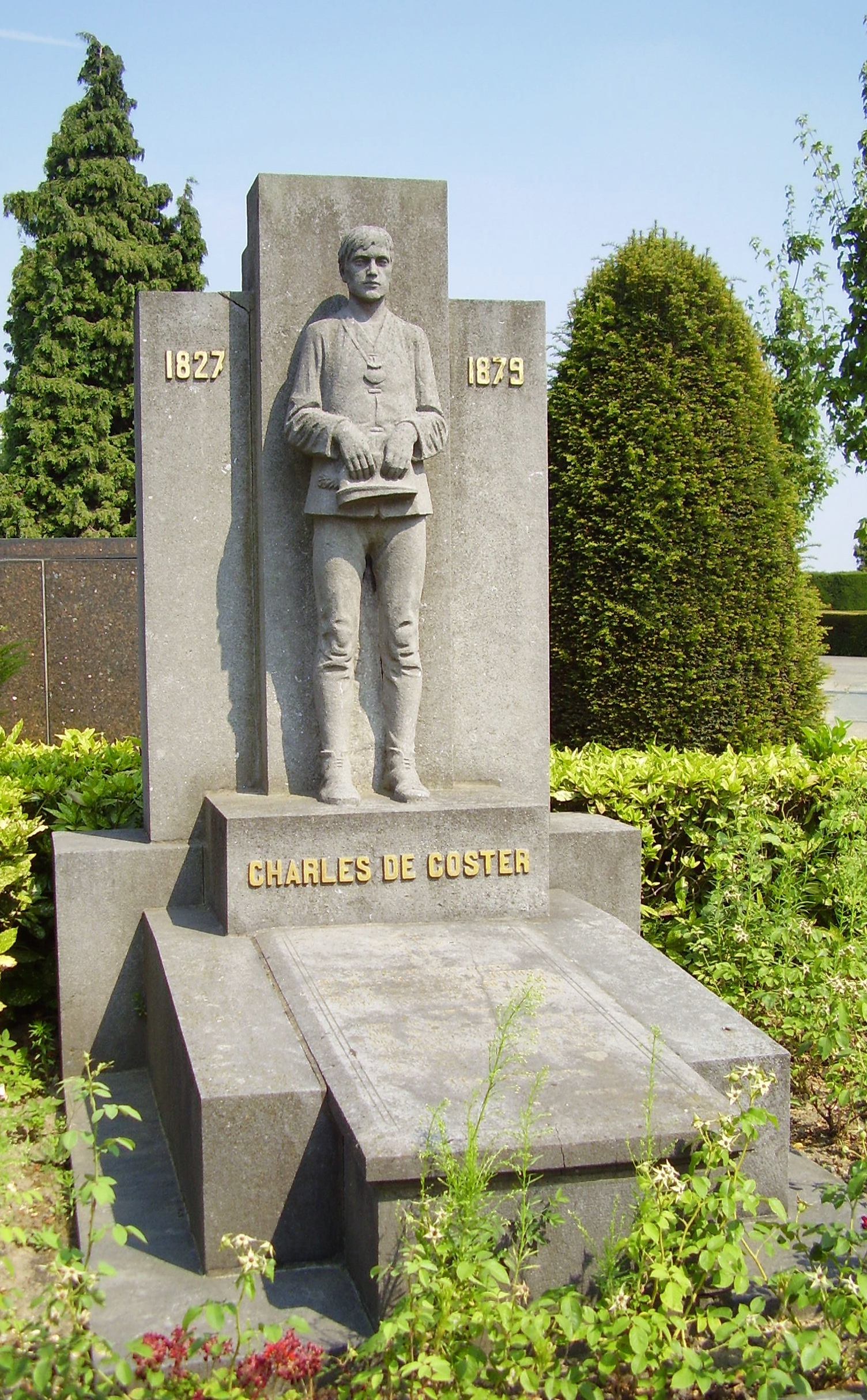
Могила письменника на Іксельському кладовищі.

Кінець життя Шарль де Костер провів на самоті у суцільних злиднях. В останні роки він працював викладачем історії та французької мови в кадетському корпусі і його мізерної платні ледь вистачало на сплату боргів кредиторам. Важко захворівши, де Костер опинився зовсім безпорадним. Він помер 7 травня 1879 року на руках у жінки, якій колись допоміг. Поховали письменника на Іксельському кладовищі у передмісті Брюсселя. Однак пам'ятник на могилі класика з'явився стараннями друзів лише у 1894 році.

## Творчість
Перші спроби писати припадають на період головування Шарля де Костера в «Спілці веселунів». Члени гуртка гаяли час у розмовах про сучасне і майбутнє бельгійської літератури, читали власні вірші та оповідання. Більшість членів гуртка включно із Шарлем перебували під впливом французьких письменників, зокрема Віктора Гюго і Жорж Санд. Тому і перші літературні спроби майбутнього класика бельгійської літератури в 1840-х роках були ще позбавлені оригінальності.
Під час навчання в університеті де Костер протягом двох років пише численні есе і статті, що згодом дало йому можливість заявити про себе як редактору і журналісту. Як поет Шарль де Костер дебютував у журналі «Ревю Тримістрієль», заснованому у 1854 році, а прозові твори почав публікувати в журналі «Уленшпігель» за два роки потому. Вивчаючи твори Франсуа Рабле і Монтеня, де Костер добре опанував французьку XVI століття. Він говорив, що фламандську неможливо добре передати сучасною йому французькою, а тому свої найкращі твори написав архаїчною мовою. Цьому сприяла і його робота в архіві у цей час.
Роботу над першим великим твором — «Фламандськими легендами» — де Костер розпочав у 1857 році, а видав її у 1858-му. Збірка включає чотири твори: про Бахуса, який спокушав фламандських селян; про дівчат, які хотіли стати монахинями попри всі спокуси; про середньовічного серійного вбивцю лицаря Галевейна; а також про коваля Сметсе Смеє, акий обдурив самого диявола в епоху війни за незалежність Нідерландів. Через архаїчність обраної автором мови вона не користувалась попитом. Трохи згодом, в 1861 році письменник друкує аналогічну збірку «Брабантських казок», але вже сучасною французькою мовою. Втім, і цей твір не залишив помітного сліду в його творчості.
Вершиною письменницького доробку Шарля де Костера стала книга «Легенда про Тіля Уленшпігеля та Ламме Гудзака», видана у 1867 році. Над нею письменник працював близько десяти років. Це роман про події XVI століття, який не набув популярності в Бельгії, бо не відповідав стандартам бельгійського націоналізму, але став популярним у всьому світі. Тіля Уленшпігеля порівнювали з Дон Кіхотом і Панургом. Він зображений типовим фламандцем, й історія його воскресіння сприймалася як алегорія на долю його народу.
Після «Легенди про Уленшпігеля» Шарль де Костер здійснив ще кілька спроб написати великі твори. 1872 року він опублікував роман «Весільна подорож», а 1880-го — роман «Одруження Туле». Обидва висвітлювали лицемірні взаємини у буржуазних сім'ях. Ще одну спробу Шарль де Костер здійснив у драматургії, написавши історичну п'єсу «Стефанія». Крім того в останні роки життя Шарль де Костер написав чимало поезій, дорожніх нарисів про подорожі до сусідніх країн. Усі пізні роботи письменника залишаються маловідомими.

## Українські переклади
Фрагментами «Легенда про Тіля Уленшпігеля» була перекладена К. Гордієм («Вікна» — 1927. — № 1). У 1928 році книга вийшла окремим виданням у Харкові в перекладі Л. Красовського. Найповнішими є українські видання у перекладі Є. Єгорової та Сидора Сакидона. У 1979 році вийшов друком скорочений переклад Надії Гордієнко-Андріанової для дітей.
- Легенда про Уленшпігеля: пер. з фр. Сидір Сакидон / Ш. де Костер; — Київ: Дніпро, 1974. — 506 с. — (Вершини світового письменства; Т.16). [Архівовано 4 квітня 2015 у Wayback Machine.]
- Шарль де Костер Легенда про героїчні, веселі і славетні пригоди Уленшпігеля і Ламме Гудзака у Фландрії та інших країнах. — К.: Вища школа, 1984. — 480 с. — 100 000 прим.